# Аквамарин (фильм)
«Аквамарин» (англ. Aquamarine) — американско-австралийский фильм совместного производства 2006 года, главные роли в котором исполняют Джоанна «ДжоДжо» Левески, Эмма Робертс и Сара Пэкстон. Фильм, снятый в США и Австралии, был выпущен в Северной Америке 3 марта 2006. Кино было снято по мотивам одноимённой книги Элис Хоффман американским режиссёром Элизабет Аллен в Квинсленде, Австралия.

## Сюжет
Две подружки, Клэр и Хейли, сожалеют, что они разлучатся через пять дней, так как Хэйли должна переехать в Австралию из-за работы матери. Однажды ночью, после сильного шторма, Хэйли загадывает желание, она хочет, чтобы её мама передумала переезжать, таким образом, они находят русалку по имени Аквамарин в бассейне их пляжного клуба. Сначала девочки слегка напуганы, но любопытство берёт верх и они знакомятся с Аквамарин, пообещав вернуться следующим утром.
Следующим утром Клэр просыпается и слышит какую-то суматоху у бассейна, где они оставили Аквамарин. Бабушка и дедушка Клэр очищали бассейн после шторма. Девочки мчатся вниз, чтобы спасти Аквамарин, но подбежав к бассейну они видят, что уже поздно. Внезапно, они слышат шумы в закусочной лачуге соседнего пляжа и находят там обнажённую Аквамарин. Теперь у неё есть ноги. Аквамарин рассказывает им, что она может пребывать в облике человека в течение всего дня, если только она не промокнет или солнце не зайдёт за горизонт. Клэр и Хэйли становятся друзьями с Аквамарин, которая сообщает им, что она приплыла для того, чтобы найти свою любовь, о которой она ничего не знает, но страстно желает обрести. Она заключила сделку со своим отцом: если она докажет, что любовь существует на самом деле и никакой это не миф, то она может не выходить замуж за тритона, но на всё у неё есть только три дня.
Через какое-то время Аквамарин видит из окна красивого спасателя по имени Рэймонд — мечта всей жизни Клэр и Хэйли. Аквамарин уговаривает девочек помочь ей покорить его сердце в обмен на их желание. Недолго думая, девочки соглашаются. Они начинают работать над имиджем русалки, параллельно читая ей советы из женских журналов.
Враг, а точнее конкурент Клэр и Хэйли, испорченная, богатая девушка по имени Сесилия, старается изо всех сил помешать им, но терпит крах; также эксцентричный, сострадательный смотритель, Леонард, тоже вносит свою лепту, спасая Аквамарин от разоблачения. В конечном счете это не Рэймонд убеждает Аквамарин, что люди могут любить, а Клэр и Хэйли, которые готовы отречься от своего желания ради помощи другу. Рэймонд и Аквамарин целуются и договариваются встретиться в будущем; Рэймонд обещает ждать её. Хэйли и Клэр получают своё желание от Аквамарин, но решают не использовать его до последнего момента. Аквамарин дарит девочкам серёжки морской звезды, которые говорят комплименты своим обладателям. Русалка говорит, что Клэр и Хэйли могут всегда позвонить ей по телефону — морской раковине.

## В ролях
- Джоанна «ДжоДжо» Левески — Хэйли Роджерс
- Эмма Робертс — Клэр Браун
- Сара Пэкстон — Аквамарин
- Джейк Макдорман — Рэймонд
- Ариэль Кеббел — Сесилия Бэнкс
- Клодия Кэрван — Джинни Роджерс
- Брюс Спенс — Леонард
- Таммин Сурсок — Марджори
- Рой Биллинг — дедушка Боб
- Джулия Блэйк — бабушка Мэгги
- Шон Микаллеф — Шторм Бэнкс
- Лулу Маклатчи — Бонни
- Наташа Каннингем — Пэтти
- Дичен Лакмэн — Бэт — Энн
- Линкольн Льюис — Тео

## Награды
Фильм был задействован в двух номинациях Teen Choice Awards, «Choice Breakout (Female)» и «Choice Chick Flick», а также в двух номинациях Young Artist Awards, одну из которых получил.

## Критика
На сайте Rotten Tomatoes фильм имеет рейтинг одобрения 51%, основанный на отзывах 88 критиков, со средним рейтингом 5,5 из 10. Отзыв на сайте звучит так: 

«Беззаботный, сумасшедший фильм с обнадеживающим посланием для молодых девушек».
На сайте Metacritic фильм имеет средневзвешенный балл 51 из 100, основанный на 27 отзывах, что указывает на смешанные отзывы. Зрители, опрошенные кинематографистами, дали фильму оценку А по шкале от А до F.
Майкл Рехтсхаффен из газеты The Hollywood Reporter назвал фильм яркой и ветреной подростковой фантастической романтической комедией, которая сочетает в себе очаровательную игру и легкое комедийное прикосновение режиссера Элизабет Аллен. Джо Лейдон из Variety похвалил фильм, сказав, что это необычайно симпатичная семейная комедия, которая может понравиться как детям, так и взрослым.

## Сборы
В первый уик-энд «Аквамарин» собрал 7,5 миллиона долларов в 2512 кинотеатрах, заняв 5-е место в прокате. К концу своего проката фильм собрал 18,6 миллионов долларов внутри страны и 4,4 миллиона долларов на международном уровне, в общей сложности 23 миллиона долларов.

## Номинации
| Год  | Результат | Награда                                    | Категория                                                     | Победитель   |
| ---- | --------- | ------------------------------------------ | ------------------------------------------------------------- | ------------ |
| 2006 | Номинация | Teen Choice Awards                         | Choice Movie: Chick Flick                                     |              |
| 2006 | Номинация | Teen Choice Awards                         | Choice Movie Breakout Star – Female                           | ДжоДжо       |
| 2007 | Номинация | Nickelodeon Australian Kids' Choice Awards | Fave Movie Star                                               | Эмма Робертс |
| 2007 | Победа    | Young Artist Awards                        | Best Performance in a Feature Film – Supporting Young Actress | Эмма Робертс |
| 2007 | Номинация | Young Artist Awards                        | Best Performance in a Feature Film – Supporting Young Actress | ДжоДжо       |
| 2007 | Номинация | Young Artist Awards                        | Best Performance in a Feature Film – Leading Young Actress    | Сара Пакстон |

## Саундтрек
1. One Original Thing – Шайенн Кимболл
2. Strike – Никки Флорес
3. Connected – Сара Пакстон
4. Gentlemen – Тедди Гайгер
5. One and Only – Тайтур Лассен
6. Island in the Sun  – Эмма Робертс
7. Time for Me to Fly – Jonas Brothers
8. Can't Behave – Кортни Джей
9. Summertime Guys – Никки Клири
10. One Way or Another – Мэнди Мур
11. Sweet Troubled Soul – Stellastarr
12. I Like the Way You Move – Bodyrockers